# José Sapateiro
José Sapateiro natural de Lamego,  foi um explorador português do século XV.
Depois de uma estadia em Bagdá, voltou para Lisboa para apresentar um relatório ao rei João II sobre Ormuz, o empório do comércio de especiarias das Índias Orientais. Partiu novamente, por ordem do rei, em companhia do experiente linguista , Abraão de Beja, à procura do explorador Pêro da Covilhã, para conhecer os resultados das suas viagens.
Depois de obter informações valiosas sobre a Descoberta do caminho marítimo para a Índia pela parte de Pêro da Covilhã, que ele próprio tinha recolhido de pilotos árabes e indianos, José regressou numa caravana para Aleppo. Tanto José como Abraão, seu companheiro de viagem, prestaram assim um eminente serviço de informador na descoberta do caminho marítimo para a Índia.